# Kpinga

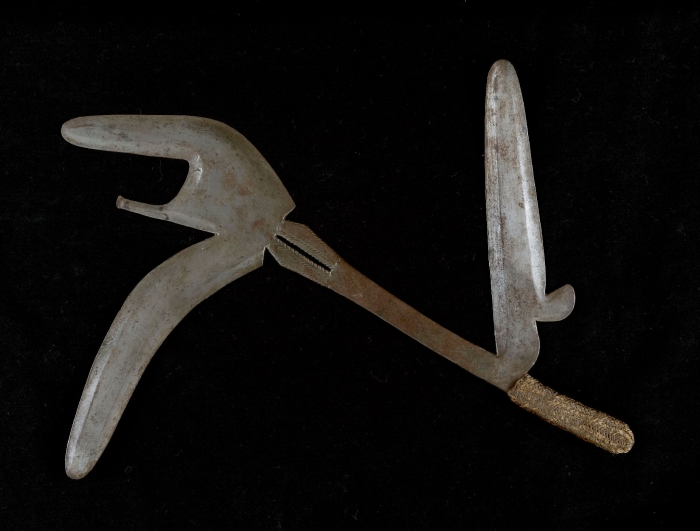
Un Kapinga

El Kpinga era un cuchillo multihoja y arrojadizo utilizado por los Azande de Nubia. Medía unas 22 pulgadas (55,8 cm) de largo y tenía tres hojas o cuchillas de diferentes formas que se proyectaban en diferentes ángulos para maximizar el daño al enemigo.  Fueron producidos bajo el patrocinio del poderoso clan Avongara, y distribuidos solo a guerreros profesionales y considerados símbolos de estatus. También era parte de la dote que un hombre debía pagar a la familia de la novia.